# Комрво
Комрво — село в Ногликском городском округе Сахалинской области России.

## География
Село находится на берегу Охотского моря, на расстоянии 82 км к юго-востоку от посёлка городского типа Ноглики, административного центра округа. 

## Население
| 2002 | 2010 | 2021 |
| ---- | ---- | ---- |
| 8    | ↘0   | →0   |

### Половой состав
Согласно результатам переписи 2002 года, в селе проживало 8 человек (6 мужчин и 2 женщины).